# 茶坝乡
茶坝乡，是中华人民共和国四川省广元市青川县下辖的一个乡镇级行政单位。

## 行政区划
茶坝乡下辖以下地区：
悦来社区、炉场村、双河村、兴龙村、青新村、寺坝村、月明村、青岭村、石古村、新坪村、三溪村和太平村。